# Pygeum arboreum
Pygeum arboreum är en rosväxtart som först beskrevs av Carl Ludwig von Blume, och fick sitt nu gällande namn av Carl Ludwig von Blume. Pygeum arboreum ingår i släktet Pygeum och familjen rosväxter.

## Underarter
Arten delas in i följande underarter:
- P. a. alticolum
- P. a. densum
- P. a. montanum
- P. a. robustum
- P. a. stipulaceum